# Nicéphore Niépce
Joseph Nicéphore Niépce (7. marec 1765 - 5. julij 1833)  je bil francoski izumitelj , navadno znan kot izumitelj fotografije in pionir na tem področju .   Niépce je razvil heliografijo , tehniko, ki jo je uporabil za ustvarjanje najstarejšega ohranjenega izdelka na svetu, ki je preživel v fotografskem procesu: odtis iz fotogravirane tiskarske ploščice leta 1825.   Leta 1826 ali 1827 je uporabil primitivno kamero za izdelavo najstarejše preživele fotografije realnega sveta .  Med drugimi je Niépce izumil tudi prvi svetovni motor z notranjim izgorevanjem, ki ga je zasnoval, ustvaril in razvil s svojim starejšim bratom Claudeom . 